# Баталово (Верхнекамский район)
Бата́лово — деревня в Верхнекамском районе Кировской области России. Входит в состав Рудничного городского поселения.

## География
Деревня находится в северо-восточной части Кировской области и в центральной части Верхнекамского района, на расстоянии 38 км (по прямой) к северо-востоку от города Кирс, административного центра района. Абсолютная высота — 145 м над уровнем моря.

### Часовой пояс
Деревня Баталово, как и вся Кировская область, находится в часовой зоне МСК (московское время). Смещение применяемого времени относительно UTC составляет +3:00.

## История
По данным Второй Ревизии 1748 года в деревне насчитывалось 14 душ мужского пола (государственные черносошные крестьяне). В 1896 году открыта земская школа.

## Население
| 2010 |
| ---- |
| 7    |

По данным всероссийской переписи 2010 года, численность населения деревни составляла 7 человек (мужчины — 4, женщины — 3).

## Фотогалерея

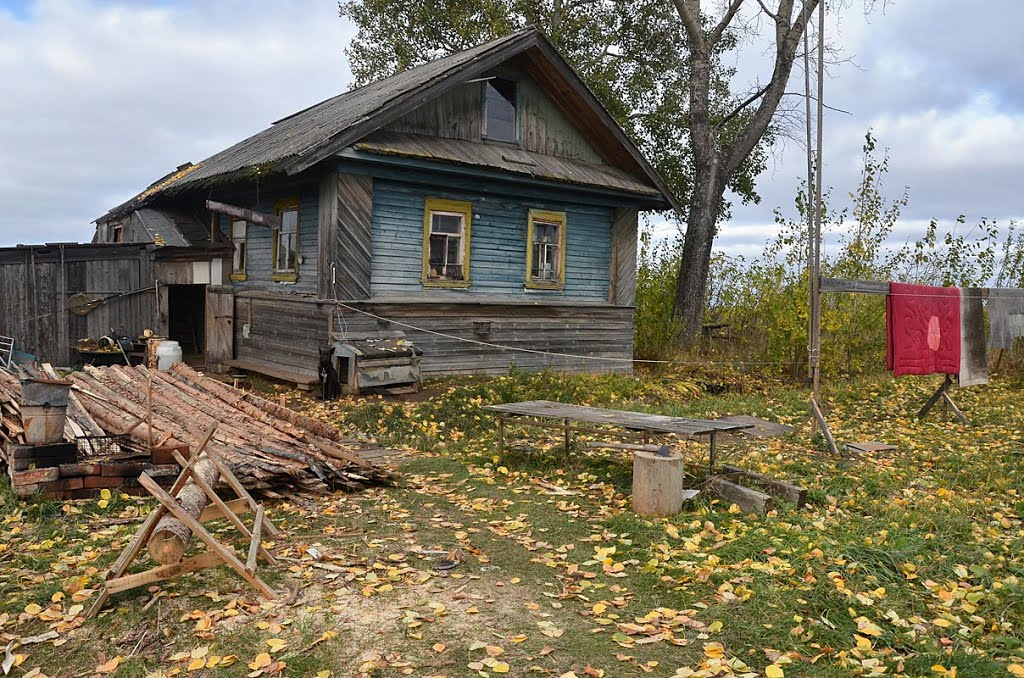
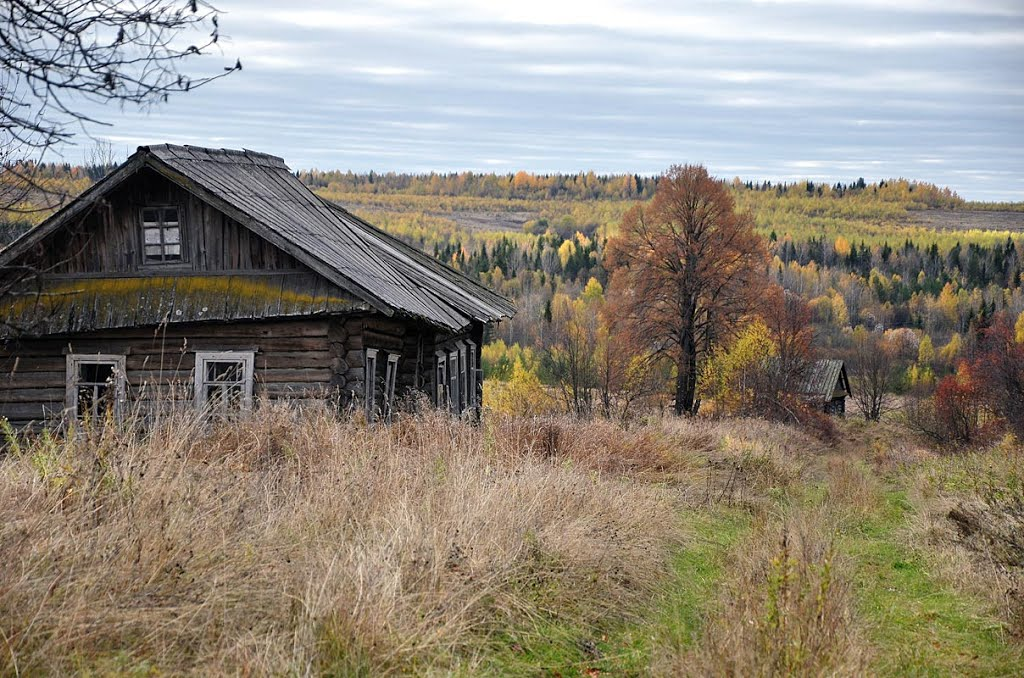
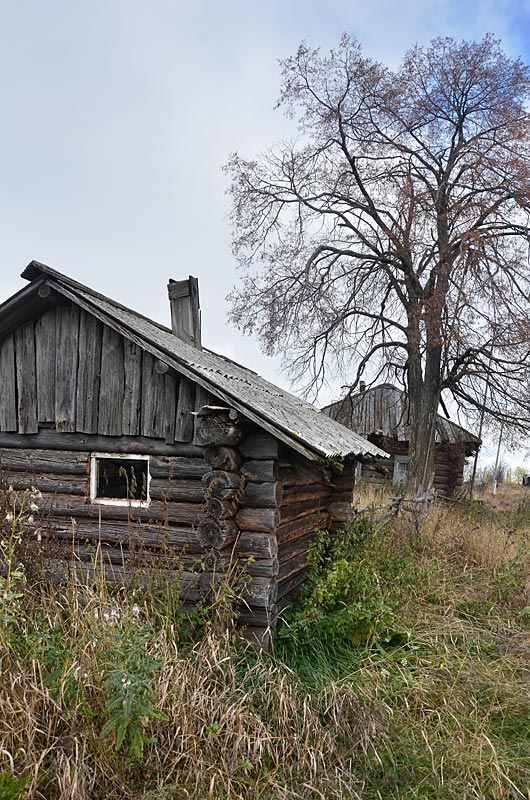
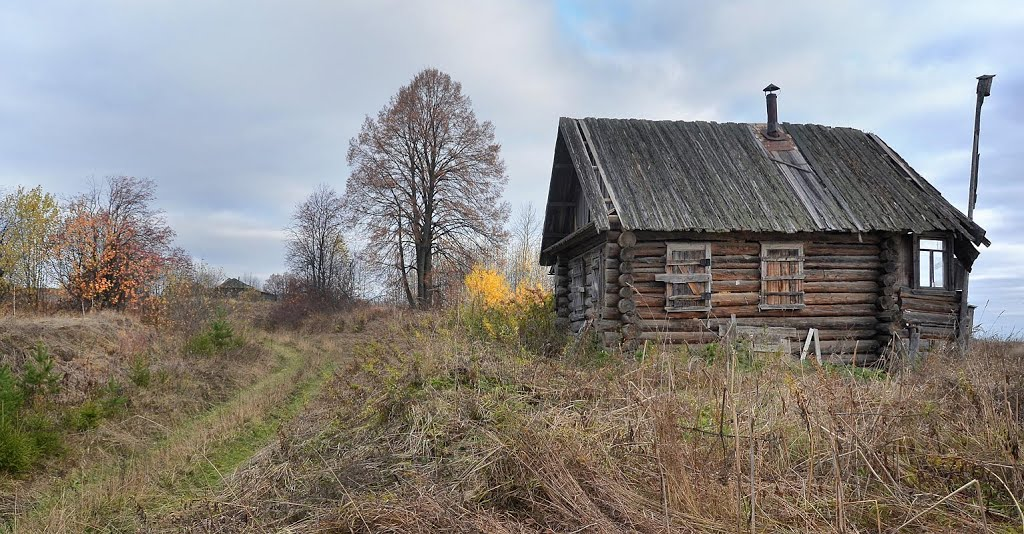